# 台灣豬下痢病毒爆發事件
台灣豬下痢病毒爆發事件是指2014年在台灣爆發豬隻傳染病疫情的事件。豬下痢病毒全稱豬流行性下痢病毒（PEDV），為一種冠狀病毒感染僅發生於豬隻的疾病，好發於冬季，會在所有年齡層的豬隻間快速傳播，容易造成豬隻集體因急性疾病而死亡。

## 在臺爆發
2014年1月26日，臺灣中南部地區爆發大量幼豬死亡之消息，並經由農委會防檢局初診證實豬隻感染「豬下痢病毒」，主要傳出疫情之地區為雲林、臺南及屏東，政府當局表示目前並無確切治療方法，僅提醒各農戶應加強豬隻保溫防寒措施及生物安全管理。

### 疫情轉強
2014年1月28日，豬下痢疫情持續蔓延，彰化、雲林到臺南與屏東等中南部多個養豬大縣接連淪陷，小仔豬死亡率已衝至三成，且疑似在此波疫情中病毒株變異轉強，因大部分養豬場皆未施打疫苗，小仔豬死亡率現已高達八成以上，而根據彰化動物防疫所代所長謝一美分析研判，因今年冬季偏冷、冷的時間又特別長，疫情可能已從南部往中北部蔓延。

### 官方防疫消極
豬下痢爆發後，國內台大獸醫學院名譽教授賴秀穗指出，疫情之所以會蔓延至此，在於農委會防檢局防疫不力，才使疫情至今無法控制，賴教授表示豬下痢病毒國外早有疫苗，政府應緊急進口給業者使用，雖然效果非百分之百，但有比沒有強；且防檢局應於第一時間主動提醒養殖戶加強消毒、不要引進新豬隻，對此防檢局副局長趙磐華卻僅表示，疫情最嚴重時期已過，近日發病豬隻數量未明顯增加，天氣漸暖，判斷疫情擴散機會不大。

### 豬價飆漲
仔豬死亡率飆高、且病毒已蔓延至全國，使得許多養豬戶不敢再飼養仔豬，根據農委會防檢局調查，截至2014年2月12日止，有12萬7000多頭小豬疑似因為感染「豬流行性下痢（PEDV）」死亡，台灣養豬協會常務監事潘連周更直言全台恐有30萬頭豬已死於豬下痢，此一疫情帶動豬價開始波動，台視新聞在2月18日的報導即指出，從2013年10月至今，豬肉價格從過年到現在，已經從一斤42元漲到49元，漲幅逼近兩成，即便台糖為救市場釋出300噸冷凍豬肉因應，仍難以緩和豬價上漲之趨勢。

## 相關
- 1997年臺灣豬隻口蹄疫事件（大規模）
- 1999年臺灣牛、豬隻等口蹄疫事件（部份區域）